# Station Vions-Chanaz
Station Vions-Chanaz is een spoorwegstation in de Franse gemeente Vions.